# ويلمينغتون (غرين)
ويلمينغتون (بالإنجليزية: Wilmington, Greene County)‏ هي منطقة سكنية تقع في الولايات المتحدة في إلينوي. يقدر عدد سكانها بـ 120 نسمة .

## الموقع الجغرافي
الموقع الجغرافي للمناطق المحيطة بهذه النقطة هو كالتالي: